# Stazzano
Stazzano – miejscowość i gmina we Włoszech, w regionie Piemont, w prowincji Alessandria.
Według danych na styczeń 2010 gminę zamieszkiwały 2382 osoby przy gęstości zaludnienia 133,6 os./1 km².